# Gunxsword
Gun X Sword är en animeserie som går under kategorin mecha. Huvudpersonen är Van som söker efter "The Claw Man", som dödade Vans brud på hans bröllop, tillsammans med följeslagare som själv är ute efter "The Claw Man". Historien utspelar sig på "Planet of Endless Illusion", en gammal fängelseplanet där allt möjligt drägg och kriminella samlas (men även en hel del vanliga civila). Då Gun X Sword är en mecha anime har stora stridsrobotar, styrda av piloter, en viktig roll och kallas i denna serie för "rustningar". 

## Karaktärer

### Van
Seriens huvudperson, lång och väldigt spinkig. Han är klädd i en svart frack (från bröllopet)
och en svart hatt. Han pratar oftast tyst och långsamt och är allmänt lugn, men om någon nämner 
"The Claw Man" så skiftar han till extrem ilska och blir ofta våldsam. Han är också ägare till en av de starkaste rustningarna i världen, "Dann of Thursday", som är en av de "sju originalen" som skulle vakta fångarna på fängelseplaneten. Han tillkallar denna rustning genom att "skära" ett V i luften med sitt underliga svärd. Då skickas Dann ner från en satellit och är redo att användas. Hans svärd är ett högteknologiskt sådant som kan ändra hårdhet, från att vara slappt som tyg till att bli hårt som stål.
Van skaffar sig många olika titlar under seriens gång, och även gamla titlar nämns.
"Baksmällans Van", "Stål-Van", "Van Den-Konstiga-Killen-Som-Hjälpte-Till", "Van Uteliggaren" och
"Van Med Djävulens Frack" är några av de många titlarna. Dessa tillägnas honom oftast efter att han hjälpt någon att besegra en fiende, oftast en Rustningspilot. Vissa av dessa tycker han faktiskt om och presenterar sig med, men de mindre positiva förnekar han genom att säga att 
"det var förr" eller "så är det inte nu längre".
Liksom många huvudkaraktärer i anime har Van en väldigt speciell matvana. Han bokstavligt talat dränker alla måltider i de kryddor, såser och dressingar som finns tillgängliga, vilket ofta förvånar, äcklar eller förolämpar hans vänner och den som lagat maten.

### Wendy Garret
Den första av Vans följeslagare, som är på jakt efter sin bror Michael som blev kidnappad av "The Claw Man" innan seriens början. Trots att hon bara är ett barn så bär hon alltid en revolver i ett hölster på ryggen, ett minne från sin bror samt ett sätt att försvara sig.
Hon bär även en rosa, kantig sköldpadda i ett snöre om halsen. Hon bestämde sig för att följa med Van efter att han räddat hennes hemstad från ett gäng banditer. Hon hade dock svårt att övertala Van, som långt in i serien tycker att hon är i vägen för hans sökande. Hon till och med erbjöd sig att bli hans brud, vilket förvånade och förargade Van, som sen kom av sig helt och tillät Wendy att följa med. 
Under seriens gång räddar hon Vans liv flera gånger, genom att till exempel släpa honom till närliggande städer för att skaffa mat när Van svimmat av hunger. Hennes relation med Van är dock en beundrande sådan, även om det inte alltid märks. I slutet av serien tänker hon tillbaka på sina äventyr med Van och undrar om hon någonsin kommer att se honom igen.

### Carmen 99
En mystisk agent som hjälper Van och Wendy. Hon är ingen riktig följeslagare, utan hon kommer och går under seriens gång. Man får inte veta så mycket om hennes bakgrund, förutom att hon och Van känner varandra sen tidigare och att hon förlorade sin far när hon var barn. Hennes bakgrund förklaras lite närmare i episod 9, där hon, Van och Wendy besöker hennes hemstad i jakt på ledtrådar om "The Claw Man".
Hennes namn, "Carmen 99", syftar på storleken på hennes byst, i centimeter. Men hennes riktiga namn är Carol Mendosa.

### Ray Lundgren
En tystlåten och hänsynslös rustningspilot som också är ute efter hämnd på "The Claw Man", efter att denne dödat Rays flickvän. Han bär på en konstig pistol som ser ut som ett katana vid första anblicken och fungerar som en rival till Van, då dessa två inte kommer överens om vem som ska döda
"The Claw Man". Under seriens gång slåss Van och Ray flera gånger, men hjälper också varandra vid flera tillfällen. Han är ägare till gruvrustningen Vulcan som är modifierad för strid. Byggd av Rays flickvän.

### Joshua Lundgren
Rays bror i ungefär samma ålder som Wendy. Han är ett tekniskt geni och kan reparera nästan allt.
Han är extremt pratsam och social, men dessvärre inte särskilt smidig i val av ord. Han verkar också sakna sunt förnuft och förstånd. Han följer med Van för att hitta och stoppa sin bror Ray, eftersom han inte vill att Ray ska bli en mördare.

### Priscilla
En ung kvinnlig rustningspilot som träffar Van under en turnering och förälskar sig i honom.
Hon följer med Van för att försöka förföra honom. Hon är ägare till rustningen Brownie som hennes mor byggde och använde.

### The Claw Man
Seriens stora skurk, som har en extrem övertalningsförmåga. Han är också skvatt galen, vilket visar sig på många sätt. Han försöker till exempel att bjuda ut Wendy på en dejt, sin höga ålder och hennes låga ålder till trots. Ett annat exempel är att han vid ett tillfälle, bokstavligt talat, nästan kramar ihjäl en av sina hejdukar varpå han börjar gråta och säger att han älskar honom.
Han värderar sin dröm om en helt och hållet fredligt värld väldigt högt och lyckas övertala väldigt många människor att stödja honom. Faktum är att de flesta personer som säger sig ha mött honom under seriens gång, tycker att han är en väldigt trevlig person. Innan seriens början mördar han både Vans brud och Rays flickvän, samt kidnappar Wendys bror.

## Rustningar

### De sju originalen
Alla dessa sju original skulle vaka över fängelseplaneten. Var och en representerar en dag i veckan.
De kan också repareras automatiskt i sina satellitstationer. De är också så avancerade att det ofta krävs speciella implantat för att styra dem.

#### 1. Diablo of Monday
Styrd av Vans gamla mentor Gadved och är utrustad med en hillebard. Förekommer i episod 12 då Van och Gadved strider mot varandra, efter att denne avslöjat att han stödjer "The Claw Man".

#### 2. Metsä of Tuesday
Styrd av galningen Woo, som också han stödjer "The Claw Man". Den är utrustad med en värja och en sorts kanon.
Van besegrar denna efter att ha lärt sig hur man använder Danns magnet-sköld. Metsä är det finska ordet för skog.

#### 3. Dahlia of Wednesday
Styrd av Fasolina, som stödjer "The Claw Man" i ett försök att göra bot för sina synder. Introduceras i avsnitt 20 då hon och Van slåss första gången. Dahlia är utrustad med en utfällbar stav samt två kanoner. Den har även att flertal dolda attacker. Den kan till exempel fånga sina fiender med ett blåaktigt slem. Besegras av Ray sent i serien.

#### 4. Dann of Thursday
Styrd av Van och är en av de starkaste rustningarna, när Van lärt sig att använda den fullt ut.
Den är utrustad med ett delbart svärd samt en magnet-sköld. Den kan även läka Vans skador och sjukdomar (till och med baksmällor) när han befinner sig i förarkabinen, utanför strid.
Dann är en av de få rustningar utan en avståndsattack och måste därför förlita sig på förarens rörelser och fäktningsfärdigheter för att tillfoga skada.

#### 5. Sin of Friday
Styrd av den väldigt unga Carossa. Är "broder-rustning" med "Sen of Saturday" och kan i strid tillsammans med den kombineras till en enda stor rustning. Är den enda rustningen som inte är människolik, utan står på alla fyra och har svans. Den är utrustad med en tonfa som kan förvandlas till olika vapen. Den kan också skjuta en kraftig energistråle. Även Carossa stödjer "The Claw Man", tillsammans med sin syster Melissa.

#### 6. Sen of Saturday
Styrd av Carossas syster Melissa. Har ungefär samma egenskaper som Sin, men är utrustad med ett annat huvudvapen, en chakram (en ring med skärblad som kan kastas och komma tillbaka som en bumerang).

#### 7. Saudade of Sunday
Styrd av Michael Garret, Wendys bror. Saudade hittades i avsnitt 10 i en sjunken ruin och är den enda av de sju originalen som inte har en satellitstation. Saudade har fyra stora vingar som fungerar som solpaneler, som ständigt laddar upp rustningens kraft. Detta innebär att den inte behöver återhämta sig som de andra rustningarna. Är utrustad med ett stort svärd som kan skjuta energistrålar från sitt handtag. Denna rustning spelar en väldigt stor roll i "The Claw Man's" onda plan men besegras av Van i slutet av serien, trots att den skall vara den mest avancerade av originalen.

### Andra
En hel mängd rustningar förekommer i serien. Vissa spelar mindre roller än de flesta, men finns i alla möjliga former.

#### "Lucky"
Förekommer och besegras av Van i episod 1, där ledaren för ett gäng banditer, Lucky, använder rustningen för att ödelägga Wendys hemstad. Rustningen i sig har inget egentligt namn, utan ägaren kallar den för sin "Lucky", trots att det är hans eget namn. Den är en stor icke-humanoid rustning på larvfötter som är utrustad med flera olika vapen, till exempel missiler.

#### Metal Glow
Metal Glow är en rustning i form av ett stridsfartyg som är byggd på order av Bridge Citys galna borgmästare, Baron Meyer.
Hans mål är att använda Metal Glow som en slags ark för att färdas nerför den stora flod som Bridge City är byggd över, och ta över världen. Den är utrustad med stora kanoner och två vapenförsedda armar. Besegras av Van efter att Meyer försökt kidnappa en mängd kvinnor att ha med på arken i förökningssyfte, samt försökt spränga Bridge City. Värt att nämna är att Meyer och hans 
"Mustasch-Patrull" besitter den oförklariga förmågan att manipulera sina mustaschers längd och hårdhet, för att använda dem som färdsätt, armar eller spjut.

#### El Dora Five
En gammal rustning som består av fem olika farkoster som kombineras till en stor mecha. Den är utrustad med armar och ben som den använder till enkla, men väldigt kraftfulla attacker. Den är även utrustad med en eller flera kanoner. Denna rustning styrs av fyra gamla män som är pensionerade piloter. I sin ungdom var männen hjältar som tillsammans med sin femte, kvinnliga medlem stred mot alla möjliga hot. Den enda kvinnan i gänget stadgade sig i en ökenstad och startade ett värdshus vid namn "Pink Amigo", där männen tillbringar den mesta av sin tid. Hon omkom senare av sjukdom. Trots att de endast är fyra piloter nu kan de fortfarande styra El Dora Five i strid med framgång, och trots att det är en så gammal rustning är den fortfarande en kraft att räkna med. Förekom för första gången i episod 3, där de besegrar en fientlig pilot tillika vetenskapsman. El Dora Five hjälper Van senare i serien att strida mot "The Claw Mans" styrkor.

#### "Father"
En rustning som styrs av tvillingarna R och L. Den är beväpnad med fyra armar och diverse vapen till exempel missiler. Förekommer i episod 5 där den besegras av Van och Ray. Det visar sig senare att R och L egentligen är kloner som framställts för att styra rustningen. Denna vetskap blir för mycket för tvillingarna, som förlorar förståndet och kallar rustningen för "Father's Body" eller bara "Father". Det är även i detta avsnitt som Ray Lundgren presenteras för första gången.

#### Tony 3000 och Love Deluxe
Två bilar som är modifierade för strid med en massa vapen osv. Maffiabossen Tony kallar dem för sina rustningar, men de är egentligen inte farligare än en vanlig bil. Båda "rustningarna" besegras av Van, utan hjälp av Dann of Thursday i episod 6.

#### Golden Cradle
En rustning som är byggd av "The Claw Man", som styrs av Joe Lazzi, en av hans hejdukar. Den förekommer i episod 7, där Van och Wendy blivit kvarlämnade på Joes ö. Han erbjuder dem att stanna på ön i väntan på att ett fartyg ska komma förbi, men hans egentliga plan är att övertala dem om att hämnd och äventyr endast leder till dåliga saker, och låta Van och Wendy dö på ön. Golden Cradle är utrustad med en stor sköld och en lans. Van besegrar Joe och Golden Cradle efter att Van kommit över Joes "hjärntvättning".

#### "Dragon"
En väldigt stor rustning som ser ut som en kinesisk drake. Den är utrustad med en sorts laserkanon som sitter i dess mun. Förekommer i episod 8, där Joshua Lundgren presenteras. Den besegras av Van och Ray, efter att de fått reda på dess svaga punkt av Joshua. "Dragon" har solpaneler som förser den med energi, samt en mycket avancerad autopilot, vilket Ray och Van upptäcker när de ser att den klarat sig med döda förare under en längre tid. Det visar sig också att "The Claw Man" egentligen äger "Dragon".